# Another One Bites the Dust
«Another One Bites the Dust» (en español: «Otro que muerde el polvo») es una canción perteneciente al género funk/rock disco escrita por John Deacon, bajista de la banda de rock inglesa Queen. La canción, fue lanzada como sencillo con Dragon Attack como lado B, en agosto de 1980, y perteneciente al álbum The Game. Se convirtió rápidamente en el sencillo más vendido de Queen, con ventas internacionales de siete millones de copias.
La canción alcanzó el n.º 1, el primer puesto en el Billboard Hot 100, en n.º 2, el segundo en las listas de R&B y Disco Top 100, en el Reino Unido la canción alcanzó el séptimo puesto n.º 7, mientras que también llegó al primero n.º 1 aparte de los Estados Unidos en países como Argentina, Canadá, Chile, España, Costa Rica y Guatemala.[cita requerida]
Debido al éxito que tuvo este tema de la canción, Queen abandonó su estilo típico para dar paso a uno más dirigido y pegado hacia el género disco o el dance, y el resultado de esto fue el álbum Hot Space.[cita requerida]
En un principio la canción no iba a ser incluida en el álbum, ya que los integrantes de Queen no la consideraban «lo suficientemente buena» y además no pensaban lanzarla como sencillo hasta que Michael Jackson les dijo que estaban locos si no lo hacían e irónicamente fue un gran éxito para la banda y su primer y segundo número uno en Estados Unidos.[cita requerida] De hecho, la canción fue escrita para ser cantada con Jackson, cosa que no pasó por cuestiones de tiempo.

## En directo
La canción se interpretó en todas las giras de Queen desde el The Game Tour de 1980 hasta el Magic Tour de 1986 (la última de la banda con Freddie Mercury).
La canción siguió formando parte también del repertorio en directo de Queen + Paul Rodgers, de manera esporádica, entre 2005 y 2006, y de Queen + Adam Lambert desde 2012.

## Acusación de mensajes subliminales
A principios de la década de 1980, «Another One Bites the Dust» era una de las canciones populares de rock que los fundamentalistas cristianos acusaban de tener mensajes subliminales. Decían que al escuchar el coro al revés se oía Empieza a tomar marihuana o Es divertido tomar marihuana (It's fun to smoke marijuana o Sex). La discográfica Hollywood Records negó la acusación de mensajes subliminales en la canción.

## Créditos
- Escrita por: John Deacon
- Producida por: Queen y Mack
- Músicos:
- Freddie Mercury: voces
- Brian May: guitarra principal y armonizador (eventide harmonizer)
- John Deacon: bajo, guitarra rítmica y sintetizador
- Roger Taylor: batería híbrida

## Posiciones

### Posicionamiento semanal

#### Lanzamiento original
| Gráfico (1980–1981)                        | Pico de posición |
| ------------------------------------------ | ---------------- |
| Australia (Kent Music Report)              | 5                |
| Austria (Ö3 Austria Top 40)                | 6                |
| Bélgica (Flandes) (Ultratop 50)            | 9                |
| Francia (IFOP)                             | 24               |
| Alemania (Offizielle Deutsche Charts)      | 6                |
| Irlanda (IRMA)                             | 6                |
| Israel                                     | 1                |
| Italia (FIMI)                              | 10               |
| Países Bajos (Dutch Top 40)                | 14               |
| Países Bajos (Mega Single Top 100)         | 11               |
| Nueva Zelanda (Recorded Music NZ)          | 2                |
| Sudáfrica (Springbok Radio)                | 3                |
| España (AFYVE)                             | 1                |
| Suecia (Sverigetopplistan)                 | 12               |
| Suiza (Schweizer Hitparade)                | 8                |
| Reino Unido (UK Singles Chart)             | 7                |
| Estados Unidos Billboard Hot 100           | 1                |
| Estados Unidos Billboard Hot Disco Singles | 2                |
| Estados Unidos Billboard Hot Soul Singles  | 2                |
| Estados Unidos Cash Box                    | 1                |

| Gráfico(2021–2022)     | Posición |
| ---------------------- | -------- |
| Global 200 (Billboard) | 156      |

#### Relanzamiento
| Gráfica(2003)  | Posición |
| -------------- | -------- |
| Francia (SNEP) | 48       |

| Gráfica (2011)                            | Posición |
| ----------------------------------------- | -------- |
| Bélgica (Back Catalogue Singles Flanders) | 13       |